# David Jack
David Bone Nightingale Jack est un footballeur anglais né le 3 avril 1898 à Bolton, mort le 10 septembre 1958. Il reste le premier joueur à avoir marqué un but lors d'une finale de Coupe d'Angleterre se disputant à Wembley et le premier joueur à avoir marqué pour deux clubs différents en finale de coupe d'Angleterre.

## Biographie

### Carrière de joueur

#### Bolton
Son père, Bob Jack, est le meilleur buteur de Bolton lors de la saison 1896-1897. David Jack joue pour Arsenal et Chelsea pendant la Première Guerre mondiale. Il commence sa carrière en Football League en 1919 dans l'équipe de son père alors manager de Plymouth Argyle. Il y marque 3 buts en 14 matchs. Chelsea et Arsenal veut recruter le joueur mais David Jack préfère signer pour le club de sa ville natale, les Bolton Wanderers pour un transfert contre une indemnité de 3 500 £, alors record en Angleterre en décembre 1920. Jack fait ses débuts avec Bolton lors d'un match nul 0-0 contre Oldham. Il joue comme attaquant de soutien, mais il peut également jouer comme attaquant de pointe. Bob Jack devient titulaire et est meilleur buteur du club lors de cinq des sept saisons suivant son arrivée au Bolton FC. Sa relation avec Joe Smith est un danger pour toutes les équipes adverses. Il marque plus de 300 buts en championnat et coupe d'Angleterre. Il remporte la finale coupe d'Angleterre de 1923 en inscrivant le premier but de la rencontre, son sixième de la compétition. Sa meilleure saison est la saison 1924-1925 lors de laquelle il inscrit 27 buts. En mars 1924, il est récompensé par sa première sélection en équipe d'Angleterre. Lors de la finale de la coupe d'Angleterre 1926, il inscrit le seul et unique but de la finale contre Manchester City et permet à Bolton de remporter une nouvelle fois la compétition. En octobre 1928, il quitte les Wanderers après avoir marqué 161 fois en 324 rencontres.

#### Arsenal
David Jack rejoint alors Arsenal pour remplacer Charles Buchan pour une nouvelle somme record de 4 500 £. Jack fait ses débuts avec l'équipe londonienne lors de la victoire 3-0 contre Newcastle United le 20 octobre 1928. Il termine meilleur buteur du championnat lors de sa première saison sous le maillot des Gunners en inscrivant 25 buts en 31 matchs disputés. Lors de la saison 1929-1930, il participe au sacre d'Arsenal en coupe d'Angleterre contre Huddersfield. Jack inscrit un but décisif lors de la demi-finale des Gunners contre Hull City. Lors de l'édition 1930-1931 du championnat, il marque 31 réalisations en 35 rencontres. Il inscrit un triplé contre Chelsea et Blackpool, et un quadruplé contre Grimsby Town. La saison 1931-1932 est moins accomplie, avec 21 buts en championnat, il ne remporte pas de trophée. Il échoue en finale à Wembley contre Newcastle United. L'année suivante, il remporte le championnat pour une deuxième fois en marquant 18 buts en 34 rencontres. David Jack participe également au nouveau sacre d'Arsenal en championnat. Il prend sa retraite sportive le 5 mai 1934.

### Carrière d'entraîneur
Quatre jours après avoir arrêté sa carrière de joueur de football, il est recruté par Southend United au poste de manager. Il reste au poste jusqu'en août 1940. Entre septembre 1944 et avril 1952, il est le manager de Middlesbrough. Il prend en charge le club de Shelbourne en août 1953 avant de quitter le poste en avril 1955. David Jack meurt en septembre 1958.

## Statistiques

### Joueur
- 1919-1920 :  Plymouth Argyle
- 1920-1928 :  Bolton Wanderers
- 1928-1934 :  Arsenal

### Entraîneur
- 1934-1940 :  Southend United
- 1944-1952 :  Middlesbrough
- 1953-1955 :  Shelbourne

## Palmarès
- Champion d'Angleterre en 1930-1931, 1932-1933 et 1933-1934
- Vainqueur de la coupe d'Angleterre en 1923, 1926 et 1930
- Finaliste de la coupe d'Angleterre en 1932
- Vainqueur du Charity Shield 1931 et 1932
- 9 sélections et 3 buts avec l'équipe d'Angleterre entre 1924 et 1932.